# Партенон
Партенонът е древногръцки храм, който се намира в Атина, Гърция. Това е главният храм на Атинския акропол, посветен на Атина Партенос (Αθηνά Παρθένος – Богинята дева), покровителка на град Атина. Строителството му започва през 447 г. пр. Хр., а освещаването на храма е през 438 пр.н.е. по време на празника Панатенеи. Някои части на храма (преди всичко скулптурните украси) са завършени към 432 г. Партенонът се смята за шедьовър на древногръцката архитектура и символ на древногръцкия гений.

## История
Новият храм е издигнат в най-високата точка на Акропола на място, посветено на боговете. Древните храмове на Акропола вероятно са имали по-малки размери и това е спестило на строителите значително изравняване на строителния обект. През 488 пр.н.е. тук е бил издигнат храм като благодарност към богинята Атина за победата над персите при Маратон. Неговите размери по план са били доста близки с днешния Партенон, което още тогава е наложило на южния склон да се изгради подпорна стена и да се натрупат голямо количество скални блокове, така че южният край на строителната площадка се е издигнала над скалите на Акропола с повече от 7 метра. Проектираният храм е бил периптер и имал 6 колони от късата страна и 16 от дългата. Неговият стилобат и стъпала, както и самите колони и други части от конструкцията, са били изработени от мрамор (или, във всеки случай, е било замислено да бъдат мраморни).
Когато през 480 пр.н.е. персите завземат и разграбват Акропола, строежът на храма, който в този момент е достигнал до височина втори барабан на колоните, е бил унищожен от огъня, а работата по него прекъсва за повече от 30 години. През 454 г. касата на Делоския морски съюз е била пренесена в Атина, където на власт е Перикъл, и скоро – през 447 г., строителните работи на почти готовата площадка са възобновени. За архитекти са посочени Иктин и Каликрат, а също и Фидий, който е отговарял преди всичко за скулптурата, освен това е осъществявал и общ надзор над строителните работи. Създаването на Партенона е било част от целта на Перикъл – Атина да получи водеща роля не само във военната и икономическата област, но и в областта на религията и изкуството.
За по-нататъшната съдба на храма се знае, че около 298 пр.н.е. атинският тиран Лахар сваля от култовата статуя на Атина златните пластини, а през II век пр.н.е. зданието, пострадало при пожар, е ремонтирано основно. През 426 Партенонът е превърнат в християнски храм, първоначално „Св. София“. Вероятно тогава, през V в., статуята на Атина е била пренесена в Константинопол, където впоследствие е била унищожена при пожар. Първоначалният главен източен вход на храма е бил скрит от олтарната апсида и така главният вход става от запад чрез малкото помещение зад целата на античния храм. Били са извършени и други промени в планировката, а в югозападния ъгъл на храма е издигната камбанария. През 662 г. храмът е преосветен в чест на Пресвета Богородица (Панагия Афиниотиса).
След нашествията на османските турци около 1460 г. зданието е превърнато в джамия. През 1687 г., когато венецианският военачалник Морозини обсажда Атина, турците използват Партенона като оръжеен склад, което довежда до гибелни последствия за сградата: горящ снаряд влита вътре, предизвиква взрив и разрушава цялата му средна част. След тези събития не е правен никакъв ремонт, а местните жители започват да използват каменните блокове като строителен материал. Назначеният през 1799 г. за посланик на Великобритания в Османската империя лорд Т. Елджин получава разрешение от султана да транспортира и изнесе извън империята скулптурите на храма.
От 1802 до 1812 г. огромна част от скулптурното наследство на Партенона е пренесено във Великобритания и поставено на съхранение в Британския музей (някакви части са попаднали в Лувъра и в Копенхаген, а други са останали в Атина). През 1928 г. е бил създаден фонд с цел да се поставят на мястото им падналите колони и блокове на антаблемана и на 15 май 1930 г. тържествено е открита северната колонада на храма.

## Архитектура
Партенонът в неговия сегашен вид представлява стоящ на три мраморни плочи (с обща височина около 1,5 м) периптер в дорийски ордер (стил), който има по 8 колони на фасадните страни и 17 на страничните. Височината на изградените от 10 до 12 барабана колони на перистила е 10,4 м, а диаметърът им в основата е 1,9 м, като ъгловите колони са малко по-масивни (1,95 м). Колоните имат 20 канелюри (вертикални жлебове по тялото им). Вътрешното помещение на храма или целата (с размер 21,7 х 59 м) е било издигнато с още две стъпала над стилобата (с обща височина 0,7 м) и е имало по късите си страни шестколонни простилни портици, чиито колони са били малко по-ниски от тези на външната колонада. Целата е разделена на две помещения. Източното е по-дълго и се нарича хекатомпедон (с вътрешен размер 29,9 х 19,2 м) и е разделено на три нефа от два реда с по 9 дорийски колони. В пространството, оградено от вътрешната колонада, се е намирала колосалната 12-метрова хризелефантна (от злато и слонова кост) култова статуя на Атина, дело на Фидий. През II век сл. Хр. тя е била описана от гръцкия пътешественик Павзаний, а нейният вид е известен от няколко по-малки копия и множество изображения на монети. Западното помещение на храма (13,9 х 19,2 м) се е наричало Партенон и тук се е съхранявала хазната на Делоския морски съюз и държавния архив. С течение на времето това название е било пренесено върху целия храм. Покривът на това помещение се е държал на четири високи колони, вероятно в йонийски стил.
Всички елементи от конструкцията на Партенона, дори и частите от покрива и стилобата, са били изработени от местния пентелийски мрамор, с почти бял цвят при неговото добиване, но с течение на времето придобиващ топъл жълтеникав оттенък. За слепване на каменните блокове не е използван цимент или хоросан. Хоризонталните връзки между тях са осъществявани с помощта на двойни метални скоби, а вертикалните – чрез арматурни подпори.

## Скулптура
Украсата на храма се дели на три основни категории: (1) изпълнени с релефи метопи, или квадратни панели, разположени между триглифите на фриза над външната колонада, (2) барелеф, който е опасвал в горната част цялата цела и (3) две колосални групи от свободно стоящи скулптури, запълващи дълбоките триъгълни фронтони.
На 92-та метопа са били представени сцени на единоборство. На източната страна са изобразени битките на богове и гиганти, на южната – на лапити и кентаври (те са съхранени най-добре), на западната може да се види сражението на гърци и амазонки, а на северната се предполага, че са присъствали участниците в Троянската война. Скулптурната група на източния фронтон е представяла раждането на Атина, която е изскочила от главата на баща си Зевс, когато бог Хефест разцепва главата му с брадва. Групата на западния фронтон е представяла спора за Атика между Атина и Посейдон, когато подареното от богинята маслиново дърво е било прието за много по-скъп дар, отколкото изворът със солена вода, който Посейдон е накарал да избликне в скалата на Акропола. От всички скулптурни групи са се запазили малък брой статуи, но и от тях е видно, че те са били значително художествено постижение за средата на класическия за тази цивилизация V век пр. Хр., а и до днес се смятат за еталонни.
Барелефната полоса в горната част на целата (с обща дължина 160 м, височина 1 м, височина от стилобата 11 м, съдържаща около 350 пеши и 150 конни фигури) е изобразявала процесия по време на празника Панатенеи, която ежегодно е дефилирала из града и е поднасяла на богинята нова, изтъкана от знатни девойки дреха – пеплос. В крайните части на северната и южната страна са били изобразени движещи се от запад на изток конници, колесници, граждани на Атина, а по средата на процесията – музиканти, хора с дарове, жертвени овци и бикове. В дъното на западната, дълга стена, над портика, са били представени група конници, от които едни стоят до своите коне, други са седнали на тях, а някои вече са тръгнали (тази част от барелефа се пази в Атина). На източната дълга стена е била показана централната група на процесията – жрецът и жрицата на Атина и трима млади прислужници: жрецът приема в ръцете си готовия пеплос. Около тази сцена са били поставени най-важните богове от гръцкия пантеон. Те са били разделени на две групи с обърнати към ъглите на зданието лица, сякаш оглеждащи се за идващата процесия. Наравно с тях, отляво и отдясно, са били представени две групи граждани или официални лица, а в края – движещата се бавно процесия от празнуващи хора.